# باشگاه فوتبال تشرین
باشگاه فوتبال تشرین (به عربی: نادي تشرين الرياضي) نام باشگاه سوریه ای فوتبال است که مقر اصلی این باشگاه لاذقیه است. این باشگاه در سال ۱۹۴۷ تأسیس شده‌است و هم‌اکنون در لیگ برتر سوریه بازی می‌کند. کلمه تشرین به عربی به معنی اکتبر یا نوامبر است.
ورزشگاه خانگی این تیم ورزشگاه ال-اسد است که گنجایش ۳۵٬۰۰۰ تماشاچی را داراست.

## دستاوردها
- لیگ برتر سوریه
- قهرمانی: ۱۹۸۲،۱۹۹۷